# Скереда смердюча
Скереда смердюча (Crepis foetida) — вид рослин з родини айстрових (Asteraceae), поширений у Європі (у т. ч. Україні), пд.-зх. Азії, пн.-зх. і сх. Африці.

## Опис

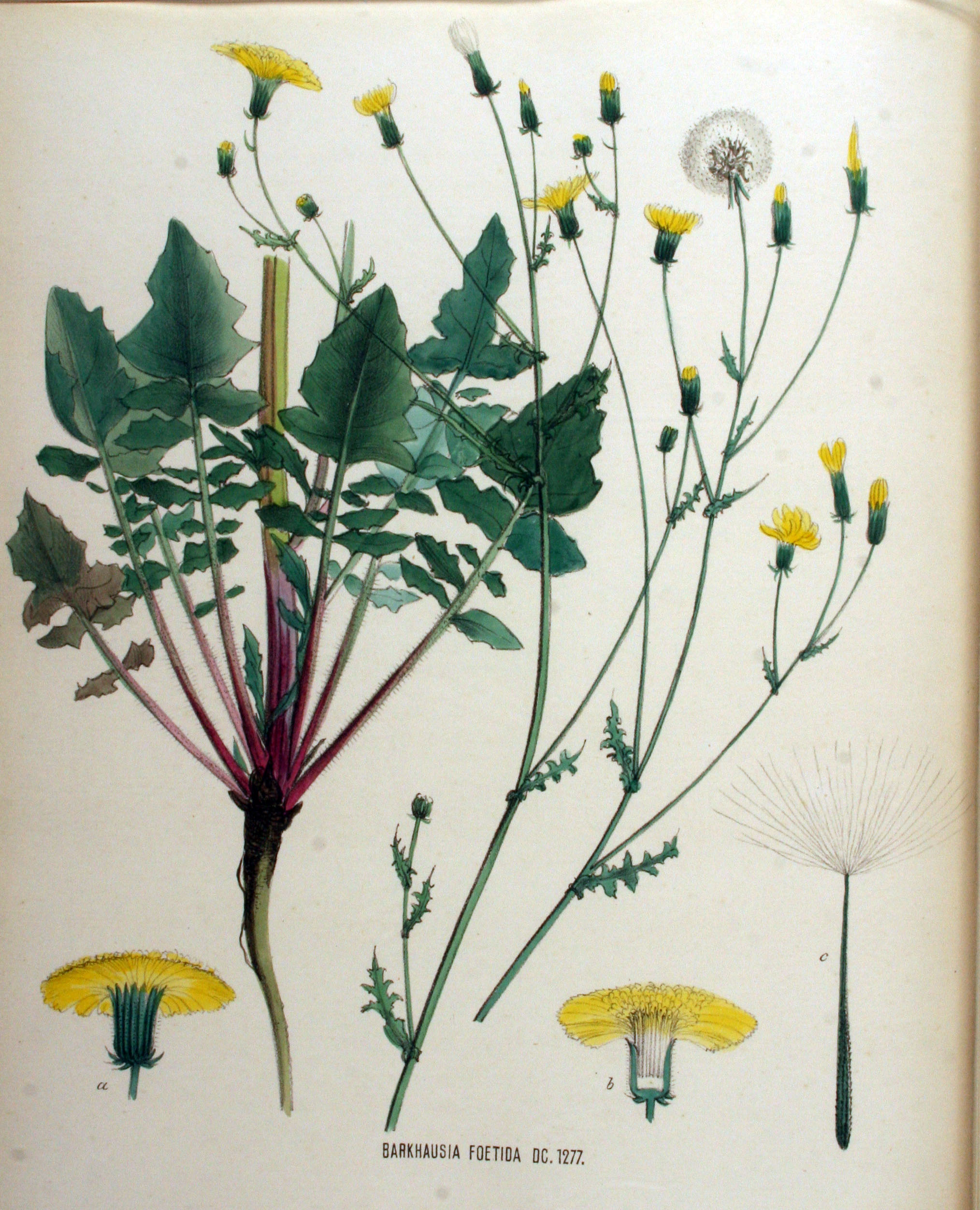

Однорічні, дворічні, або багаторічні рослини, 10–50 см. Рослина з розеткою і кількома квітучими стеблами, що несуть кілька стеблових листків; стебла прямостійні, вкриті жорсткими волосками. Листки розетки черешкові, ланцетні звужені до основи, довжиною 2–4 см, шириною 0.7–1 см, поля листків від зубчастих до перисто-лопатевих, стеблові листки подібні але сидячі. Квіткових голів (кошиків) мало чи багато; кошикові приквітки ланцетні; квіти жовті. Сім'янки веретеноподібні, дзьобові, 7–9(12) мм завдовжки; папус матово-білий, довжиною 4–8 мм. 2n = 10

## Поширення
Поширений у Європі (у т. ч. Україні), пд.-зх. Азії, пн.-зх. і сх. Африці; натуралізований в Австралії, США.